# 比利时白啤酒

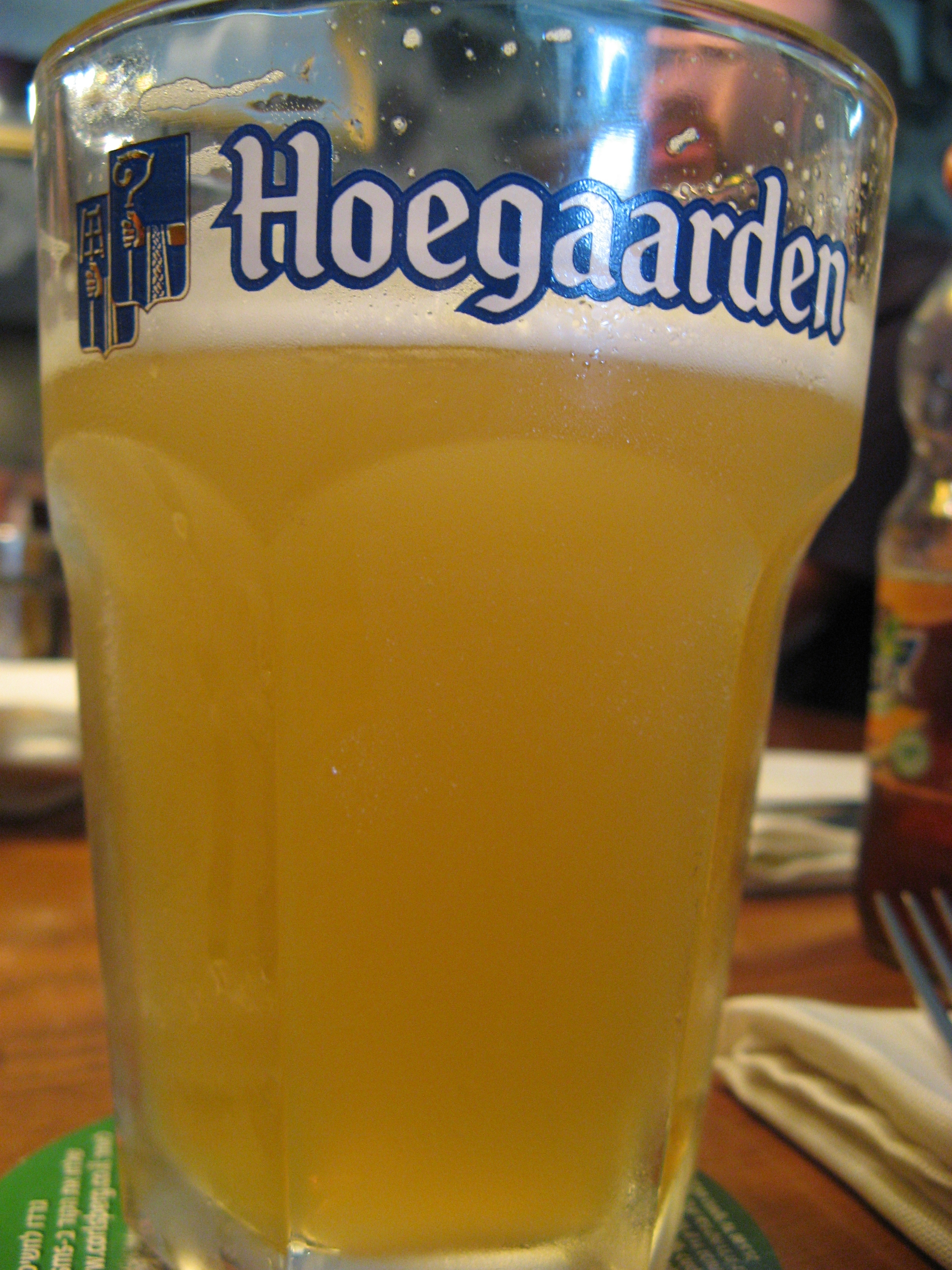
裝入豪格登專用杯的豪格登白啤酒（Hoegaarden Wit）

比利時白啤酒（Witbier）是一種小麥啤酒，採上層發酵方式製作。通常低苦味、清爽、且帶有香料氣息
。
由於未過濾，酒內的小麥蛋白和酵母造成略白與朦朧的外觀，而被稱為白啤酒。
白啤酒與其他小麥啤酒最大的不同點，在於白啤酒使用的小麥沒發芽且會添加香料
。
白啤酒最常用的香料有橙皮和胡荽子，亦可有其他香料。橙皮可用普通的甜橙皮，或是庫拉索橘(一種苦橙)。白啤酒同其他小麥啤酒一樣使用大量小麥，最傳統的穀料(Grist)配方為54%的大麥麥芽、41%的未發芽小麥和5%的未發芽燕麥。

## 歷史
白啤酒在法語稱Bière Blanche，而在比利時荷語區稱其Witbier。舊時白啤酒是酸的，為布魯塞爾東區最流行的小麥啤酒類型，主產地為豪格登和魯汶。
19世紀，白啤酒市場逐漸被後起新秀拉格啤酒侵吞，二戰後萎縮成邊緣市場。1955年，當時最後一家白啤酒生產廠 ─ 豪格登的湯辛（Tomsin）釀酒廠關閉。
1966年，皮耶·塞利斯(Pierre Celis)，在不希望白啤酒銷聲匿跡下開了白啤酒工廠，即為今日著名的豪格登酒廠

。

## 市面白啤酒
市面上白啤酒有：
豪格登白啤酒（Hoegaarden Wit）、聖伯納度思白啤酒（St. Bernardus Blanche）、塞利斯白啤酒（Celis White）、常陸野白色愛爾（Hitachino Nest White Ale）、Vuuve 5、Brugs Tarwebier（Blanche de Bruges）、Wittekerke、Allagash White、Blanche de Bruxelles、Ommegang Witte、Avery White Rascal、Unibroue Blanche de Chambly、Sterkens White Ale、Bell's Winter White Ale、Victory Whirlwind Witbier。